# Phaloria quasispuria
Phaloria quasispuria är en insektsart som beskrevs av Andrej Vasiljevitj Gorochov 1999. Phaloria quasispuria ingår i släktet Phaloria och familjen syrsor. Inga underarter finns listade i Catalogue of Life.